# Cryphaea acuminata
Cryphaea acuminata là một loài Rêu trong họ Cryphaeaceae. Loài này được Hook. f. & Wilson miêu tả khoa học đầu tiên năm 1854.